# خلاف اللغة النرويجية

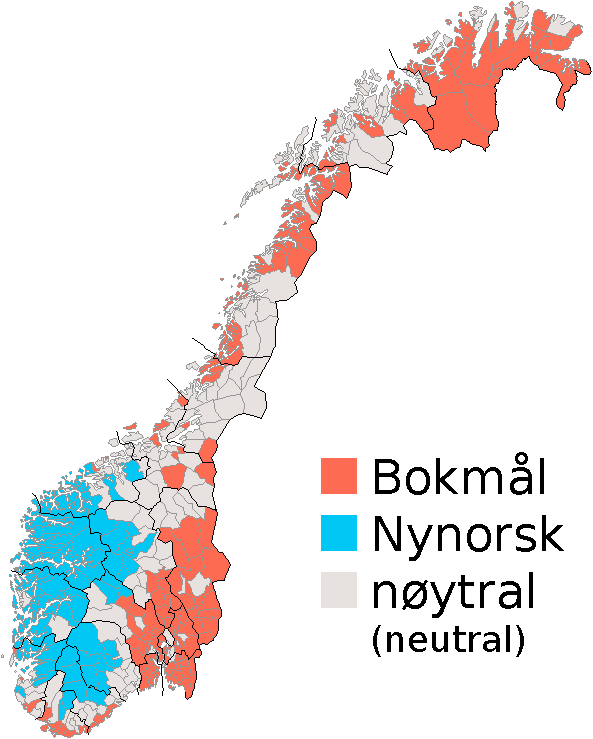

خلاف اللغة النرويجية (målstriden، أو språkstriden، أو sprogstriden) هو جدالٌ مستمر ضمن الثقافة والسياسة النرويجية يتعلق بنسخ كتابة اللغة النرويجية. كانت اللغة الدنماركية من القرن السادس عشر إلى القرن التاسع عشر اللغة القياسية المكتوبة للنرويج بمقتضى الحكم الدنماركي. ونتيجةً لذلك، خضع تطوير النرويجية الحديثة المكتوبة لجدال يتعلق بالقومية، والريفية مقابل الحضرية، وتاريخ أدب النرويج، واللهجة مقابل اللغة المعيارية، والإصلاح الهجائي، وقواعد الكتابة.
كانت الدنماركية اللغة الرسمية في المملكة المتحدة للدنمارك و النرويج (1536–1814). كانت تتحدث الطبقة العليا الحضرية النرويجية بالـ«دانسك-نوشك» الدانو-نرويجية، وهي شكل للغة الدنماركية بنطقٍ نرويجي واختلافات محلية طفيفة أخرى، في حين أن غالبية الشعب كان يتحدث باللهجات المحلية والإقليمية. بعد أن انفصل البلدين في 1814 بقيت الدانو-نرويجية اللغة الرسمية الوحيدة حتى 1885.
في أوائل أربعينات القرن التاسع عشر، سافر اللغوي الشاب إيفار آسن إلى المناطق الريفية جامعاً أمثلة لكلماتٍ وقواعد لغوية يستخدمان هناك. جمع لغةً نرويجية مرتكزة على لهجاتٍ متأثرة قليلاً بالدنماركية ونشر نحوه (قواعد اللغة) وقاموسه للغة شعب النرويج (Folkespråk فولكسبروك)، في 1848 و 1850 على التوالي. قام كلاً من إيفار ومؤلفين آخرين بكتابة نصوص بلهجاتهم الخاصة منذ حوالي ذلك الوقت وفي العقود التالية.
اللغة النرويجية لغة جرمانية شمالية. تطورت الدانو-نرويجية تدريجياً لتدمج أشكال اللغة النرويجية. أصبحت لغة جماعة إيفار مترسخة. قرر البرلمان أن في 1885 أن شكلي الكتابة النرويجية رسميان على حد سواء. وقد مر كلاهما بتغيرات بالاسم حتى عام 1929 عندما قرر البرلمان أن الشكل الأصلي المبني على الدنماركية يجب أن يُدعى بال[[بوكمول (تعني حرفيا "لغة الكتاب") و الشكل الآخر المرتكز على اللهجات يجب أن يدعى بالنينوشك («النرويجية الجديدة»).
في بدايات القرن العشرين، اعتمد نهج أكثر نشاطاً لكتابة النرويجية في السياسة العامة. حاولت الحكومة عبر عدة عقود أن تقرب شكلي اللغة من بعضهما البعض بهدف دمجهما ولكنها فشلت بسبب مقاومة واسعة الانتشار من كلا الطرفين. السياسة الرسمية (المهجورة الآن) لدمج البوكمول والنينوشك في لغةٍ واحدة تُدعى سامنوشك، وذلك من خلال سلسلة من التعديلات أوجدت أشكالٍ واسعة من البوكمول والنينوشك. يُعتبر الشكل غير الرسمي الذي يُدعى ريكسمول أكثر تحفظاً من البوكمول. وعلى نحوٍ مماثل، فإن الهوغنوشك أكثر قرباً إلى لغة إيفار آسن في أواسط القرن التاسع عشر من نينوشك هذه الأيام. يتم تعليم النرويجيين بكلاً من شكل لغتهم الخاص الـ (hovedmål / hovudmål، «اللغة الرئيسية») وشكل لغتهم الثاني الـ (sidemål «اللغة الجانبية»)؛ بتركيز أساسي على شكل لغتهم الخاص.
لم يُقر معيار رسمي للنرويجية المنطوقة؛ ولكن وفقاً للبعض، هنالك معيار منطوق بحكم الأمر الواثع للبوكمول يُدعى معيار أُوستنوشك («النرويجية الشرقية»).

## عينة
النص الدنماركيI 1877 forlod Brandes København og bosatte sig i Berlin. Hans politiske synspunkter gjorde dog, at Preussen blev ubehagelig for ham at opholde sig i, og han vendte i 1883 tilbage til København, hvor han blev mødt af en helt ny gruppe af forfattere og tænkere, der var ivrige efter at modtage ham som deres leder. Det vigtigste af hans senere arbejder har været hans værk om William Shakespeare, der blev oversat til engelsk af William Archer og med det samme blev anerkendt.
النرويجية (بوكمول)I 1877 forlot Brandes København og bosatte seg i Berlin. Hans politiske synspunkter gjorde imidlertid at det ble ubehagelig for ham å oppholde seg i Preussen, og i 1883 vendte han tilbake til København, der han ble møtt av en helt ny gruppe forfattere og tenkere, som var ivrige etter å motta ham som sin leder. Det viktigste av hans senere arbeider er hans verk om William Shakespeare, som ble oversatt til engelsk av William Archer, og som straks ble anerkjent.
النرويجية (نينوشك)I 1877 forlét Brandes København og busette seg i Berlin. Då dei politiske synspunkta hans gjorde det utriveleg for han å opphalda seg i Preussen, vende han attende til København i 1883. Der vart han møtt av ei heilt ny gruppe forfattarar og tenkjarar som var ivrige etter å ha han som leiar. Det viktigaste av dei seinare arbeida hans er verket om William Shakespeare, som vart omsett til engelsk av William Archer og som straks vart anerkjend.
الترجمة العربيةفي 1877 غادر براندس كوبنهاغن واتخذ برلين مكان اقامة. ومع ذلك، جعلت وجهات نظره السياسية بروسيا مكاناً غير مريح للعيش وفي 1883 عادَ إلى كوبنهاغن. قابل هنالك مجموعةً جديدة من الكتاب والمفكرين الذين كانوا تواقين لجعله قائدهم. أهم أعمال براندس الأخيرة هي كتابته عن شكسبير، التي تلقت الاعتراف فوراً، والتي تُرجمت إلى الإنجليزية من قبل وليام آرتشر.
1. ^ مقتطفات من مقالات عن الناقد الدنماركي من ويكيبيديا الدنماركية، نص منذ 19 أيار 2006، 09:36 و ويكيبيديا النرويجية، نص من 4 نيسان 2006، 01:38.

## تاريخ

### خلفية
تعود الأمثلة المبكرة على النرويجية المكتوبة غير الدنماركية إلى القرن الثاني عشر، كـ«مرآة الملك» كونه المثال الرئيسي. اللغة المستخدمة في ذاك الوقت تُعرف بالشمالية القديمة، وكانت مستخدمة على نطاقٍ واسع في النرويج وآيسلندا. لغتي السويد والدنمارك في ذاك الوقت لم تكونا مختلفتين عن تلك التي في النرويج، وأيضاً غالباً ما تُسمى بالشمالية القديمة. على الرغم من أن بعض الاختلافات الإقليمية واضحة في الوثائق المكتوبة في تلك الفترة، إلا أنه يصعب معرفة الانقسامات بين اللهجات المنطوقة بدقة. تُعرف هذه النرويجية المرحلية بالنرويجية الوسطى (mellomnorsk).
انهار اقتصاد والاستقلال السياسي للنرويج بسبب الموت الأسود في 1349، وأصبحت البلد تحت الحكم الدنماركي. وقد خضعت اللغة النرويجية أيضاً لتغيراتٍ كبيرة، فقدت أشكالاً نحوية معقدة، وتبنت مصطلحاتٍ جديدة.
ي ذلك الوقت، سقط اللغة النرويجية المكتوبة في حيز عدم الاستخدام تدريجياً، واستغني عنها كليةً في نهاية المطاف لصالح الدنماركية المكتوبة، وكان الحدث الأبرز هو ترجمة قانون ماغنوس مصلح القانون إلى الدنماركية. آخر مثال للنرويجية الوسطى الأصلية وجد في وثيقة ترجع لعام 1583.
مع ذلك، عاشت اللهجات النرويجية وتطورت مع عامة الشعب كلغةِ مشافهة، حتى أن الطبقات المتعلمة تبنت تدريجية الكوينيه الدانو-نرويجية في التحدث. ومن المفارقات أن الكاتب لودفيغ هولبرغ نرويجي المولد أصبح واحداً من الدعاة الرائدين للدنماركية المكتوبة المعيارية، حتى أنه احتفظ بعدد قليل من الأشكال النرويجية البارزة في كتاباته.
في الوقع لم يتخلى الكتابُ النرويجيون - حتى أولئك ذوي النزعة الصفائية للغة الدنماركية - تماماً عن مفرداتهم الأصلية (المحلية) واستخدامها في كتاباتهم، مثل: بيتر داس، ويوهان نوردال برون، ويينس زيتليتز، وكريستيان براونمان تولين. مع أن الدنماركية لم تكن اللغة الرسمية للدولة، إلا أن الكتاب النرويجيين واجهوا تبايناً بين اللغتين التي يتحدثون بها والتي يكتبون بها.
في سنة 1814، انفصلت النرويج عن الدنمارك لتصبح مملكة النرويج وتبنت دستوراً خاصاً بها. ثم أُجبرت على اتحادٍ جديد مع السويد؛ لكنه كان أضعف من الاتحاد مع الدنمارك، وتطور الوضع إلى ما يلي:
- كانت الدنماركية اللغةَ المكتوبة، مع الطبقة الحاكمة اعتبرتها نرويجية، وهذا الأمر كان هاماً لتوضيح أن النرويج مستقلة عن السويد.
- كانت الطبقة الحاكمة تتحدث بالدانو-نرويجية. وقد اعتبروها اللغة النرويجية المصقولة/المهذبة، على عكس اللغة الشائعة بين العُمّال، والحرفيين، والفلاحين.
- كان بقية الشعب يتحدث باللهجات النرويجية. كانت الطبقة العليا تنظر إلى تلك اللهجات بشكلٍ عام على أنها كلام سوقي، أو ربما محاولة ضعيفة للتحدث بالنرويجية «المعيارية»، والتي أهملت أو لم تدرك أن اللهجات كانت تُعكس تطوراً منفصل من سلفٍ مشترك، الشمالية القديمة.

### بدايات القرن التاسعة عشر
ظهرت انفصال النرويج عن الدنمارك في الفترة التي تشكلت فيها الدول-الأمة الأوروبية. تماشياً مع مبادئ القومية الرومانسية، أُعطيت الشرعية إلى أمة النرويج الفتية والتي كانت ما تزال تتشكل من خلال تاريخها وثقافتها، بما ذلك اللغة النرويجية. تبنى الكتابُ النرويجيون تدريجياً مفرداتٍ نرويجية بارزة في أعمالهم. ربما قد يكون هنريك ويرغيلاند أول من قام بذلك؛ إلا أنها كانت الحكايا الشعبية التي قام بجمعها يورغن مو وبيتر أسبيورنسن هي التي أنشأت نمط كتابة نرويجي بارز. جعل هذا الأمر أن يقوم المحافظون لتشكيل معارضة، أبرزهم كان الشاعر يوهان سبستيان ويلهافن. كان الكاتب المسرحي المؤثر متأثراً بالحركة القومية؛ لكن كتاباته الأخيرة كتب معظمها بالدنماركية المعيارية، على الأرجح لجلب اهتمام جمهوره الدنماركي.
بحلول عام 1866، وجد القس الدنماركي أندرياس ليستوف (1817–1889) أن نشر كتاب يضم حوالي 3000 مصطلح يحتاج لترجمة من النرويجية إلى الدنماركية. مع ان معظم هذه المصطلحات قد أُخذت على الأرجح من توثيقات رحلة أوسموند أولافسون فينييه، إلا أن العمل المنشور عكس اعترافاً واسع الانتشار أن النرويجية المكتوبة لم تعد تشبه كثيراً الدنماركية النقية.

## اقرأ أيضاً
- سبينوشك موردليسته